# Мелсбах
Мелсбах (њем. Melsbach) општина је у њемачкој савезној држави Рајна-Палатинат. Једно је од 62 општинска средишта округа Нојвид. Према процјени из 2010. у општини је живјело 2.079 становника. Посједује регионалну шифру (AGS) 7138043.

## Географски и демографски подаци
Мелсбах се налази у савезној држави Рајна-Палатинат у округу Нојвид. Општина се налази на надморској висини од 170 метара. Површина општине износи 2,8 km². У самом мјесту је, према процјени из 2010. године, живјело 2.079 становника. Просјечна густина становништва износи 742 становника/km².